# NGC 1
NGC 1 ist eine spiralförmige Radiogalaxie vom Hubble-Typ Sb im Sternbild Pegasus am Nordsternhimmel. Sie ist schätzungsweise 211 Millionen Lichtjahre von der Milchstraße entfernt und hat einen Durchmesser von etwa 95.000 Lichtjahren. Vom Sonnensystem aus entfernt sich die Galaxie mit einer errechneten Radialgeschwindigkeit von näherungsweise 4.600 Kilometern pro Sekunde.
Gemeinsam mit NGC 2 bildet sie das optische Galaxienpaar Holm 2 oder KPG 2, letztere ist jedoch etwa doppelt so weit entfernt. Des Weiteren ist sie Teil der sieben Mitglieder zählenden Lyons Groups of Galaxies LGG 2 um NGC 23.
Das Objekt wurde am 30. September 1861 von dem deutsch-dänischen Astronomen Heinrich Louis d’Arrest entdeckt.

## Galaktisches Umfeld
| Nr. | Galaxie          | Alternativname          | Rek           | Dek           | Distanz/asec |
| --- | ---------------- | ----------------------- | ------------- | ------------- | ------------ |
| →   | NGC 1            | LEDA/PGC 564            | 00h07m15.84s  | +27d42m29.1s  | 0            |
| 1   | NGC 2            | LEDA/PGC 567            | 00h07m17.11s  | +27d40m42.1s  | 108.28       |
| 2   | LEDA/PGC 1813839 | 2MASX J00075213+2738052 | 00h07m52.12s  | +27d38m05.2s  | 548.63       |
| 3   | LEDA/PGC 1813988 | 2MASX J00063413+2738284 | 00h06m34.13s  | +27d38m28.7s  | 604.17       |
| 4   | LEDA/PGC 1811459 | 2MASX J00073935+2733122 | 00h07m39.341s | +27d33m12.80s | 638.19       |
| 5   | LEDA/PGC 1810208 | NSA 126241              | 00h07m49.00s  | +27d30m32.0s  | 842.00       |
| 6   | LEDA/PGC 453     | 2MASX J00060538+2743551 | 00h06m05.39s  | +27d43m55.0s  | 939.67       |
| 7   | LEDA/PGC 619     | UGC 69                  | 00h08m10.95s  | +27d31m41.3s  | 977.64       |
| 8   | LEDA/PGC 1813139 | 2MASX J00060698+2736381 | 00h06m06.99s  | +27d36m38.3s  | 981.81       |
| 9   | LEDA/PGC 1821272 | NSA 126208              | 00h06m25.28s  | +27d54m38.6s  | 991.07       |